# Reinhold Ewald (Künstler)

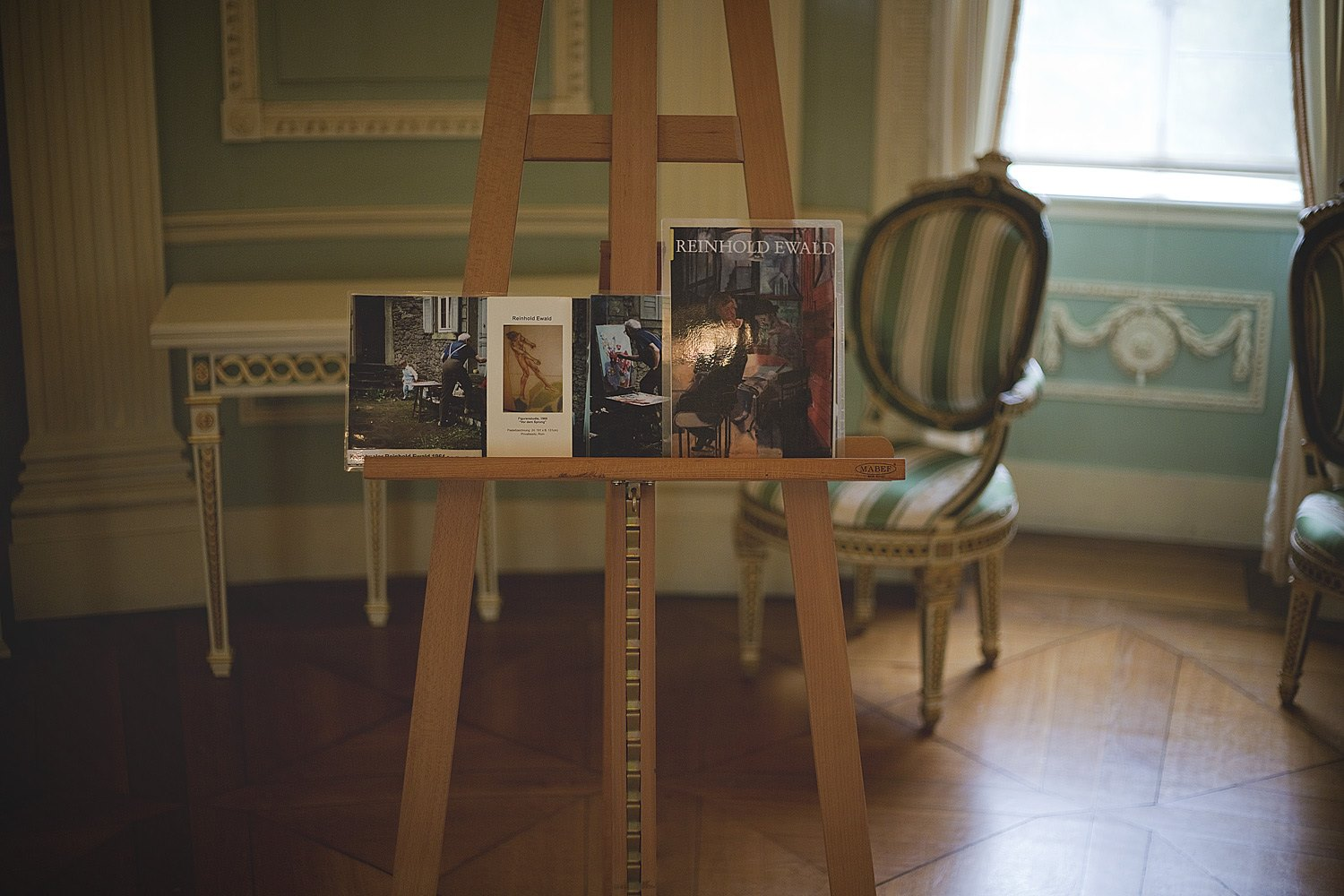
Staffelei mit Literatur zum Leben und Schaffen von Reinhold Ewald in der „Burgruine“ in Wilhelmsbad.

Reinhold Ewald (* 30. März 1890 in Hanau; † 30. November 1974 ebenda) war ein deutscher expressionistischer Maler der Moderne und Lehrer an der Staatlichen Zeichenakademie in Hanau, einer Ausbildungsstätte für Bildende Künstler: Maler, Berufe der Angewandten Kunst, insbesondere Goldschmiede. 2015/2016 wurde sein Gesamtwerk in einer Retrospektive in Frankfurt und Hanau gewürdigt.

## Leben und Wirken
Reinhold Ewald war der Sohn des Leihbank-Buchhalters Werner Ewald und dessen Ehefrau Wilhelmine, geborene Paar. Er hatte vier Geschwister. Sein musikalisch begabter Vater starb bereits 1902. Nach dem erfolgreichen Besuch der Realschule hospitierte er 1905 bei einem Hanauer Dekorationsmaler, dem Vater von Paul Hindemith. 1906 bis 1907 besuchte er die Königliche Zeichenakademie seiner Heimatstadt. Mit einem Staatsstipendium setzte er seine Ausbildung an der Unterrichtsanstalt des Kunstgewerbemuseums Berlin bis Anfang 1911 fort. Zu seinen Lehrern dort gehörten Richard Böhland Bruno Paul, Emil Orlik, Emil Rudolf Weiß und Max Koch.
In der Berliner Galerie Paul Cassirers und in der Nationalgalerie Berlin sah er neben den französischen Impressionisten auch die Werke von Paul Cézanne, Henri Matisse und Vincent van Gogh, die einen nachhaltigen Eindruck bei dem jungen Ewald hinterließen. Bei Ausstellungen der Berliner und Münchner Sezession lernte Reinhold Ewald die modernen Bilder von Georges Braque und Pablo Picasso kennen. Bereits im Alter von 20 Jahren konnte er zwei seiner Bilder in der Jahresausstellung 1910 der Berliner Sezession zeigen. Auch in den folgenden Jahren war er dort vertreten.
1911 kehrte er als freier Maler nach Hanau zurück. Nach einer Italienreise 1913, bei der er tief beeindruckt war von den Giotto-Fresken in der Cappella degli Scrovegni in Padua und Piero-della-Francesca-Fresken in San Francesco in Arezzo, hatte er im Jahr 1914 seine erste große Einzelausstellung bei Ludwig Schames in Frankfurt am Main. Dabei erhielt er positive Kritiken des einflussreichen Kunsthistorikers Alfred Wolters, mit dem er später immer wieder zusammentraf. Im selben Jahr wurde er Mitglied der Freien Secession Berlin. 1915 als Landsturmrekrut an die Westfront eingezogen, wurde er zeitweise als Kriegsmaler mit dem Status eines Kriegsberichterstatters eingesetzt.
Im August 1918 heiratete er Johanna Meyer (1891–1939). Sie und ihr gemeinsamer Sohn Anatol (1920–1944) dienten ihm als Modelle für Bilder mit dem Mutter-Kind-Motiv, teilweise mit religiöser Anmutung.
Nach dem Ende des Ersten Weltkriegs wurde er 1919 Mitglied der Darmstädter Sezession und der Künstlergruppe Das Junge Rheinland. Seit 1921 arbeitete er zunächst als Hilfslehrer an der Zeichenakademie Hanau. 1925 wurde er als Studienrat verbeamtet. Ab 1923 schuf er die ersten monumentalen Arbeiten, Wandfresken und Glasfenster. So malte er in der Pfarrkirche St. Peter und Paul in Dettingen am Main einen viel beachteten expressionistischen Bilderzyklus aus Kreuzweg und Marienleben, beeinflusst von Mathias Grünewald. Sein umfangreiches vornehmlich expressionistisch-kubistisches Hauptwerk entstand in den 1920er Jahren und befindet sich zum großen Teil im Historischen Museum Hanau, im Nachlass, in Privatsammlungen oder ist verschollen, wobei Skizzen oder Notizen teilweise erhalten blieben. Besonders häufig stellte er Frauen dar: Expressionistisch-kubistisch in der Großstadt, aber auch im Stil der Alten Meister und des Manierismus. 1929 wurde er mit dem Ehrenpreis der Stadt Frankfurt ausgezeichnet. In den 1920er Jahren war er u. a. der Lehrer von Hein Heckroth, Wilhelm Wagenfeld, August Peukert und Herbert Zeitner.
1928 heiratete er in zweiter Ehe Clara Weinhold (1903–1999), die nach dem Besuch der Kunstakademie Kassel selbst als Künstlerin hervortrat. 1932 kam es zur Scheidung, und 1933 heiratete er Berta (Bertel) Becker (1911–1984). 1940 kam ihre Tochter Iris zur Welt. Alle drei Ehefrauen waren zeitweise Schülerinnen der Hanauer Zeichenakademie.
Kurz nach der Machtergreifung der Nationalsozialisten trat er zum 1. Mai 1933 der NSDAP bei (Mitgliedsnummer 2.667.908) und hat einige Propagandabilder im Sinne der „Deutschen Kunst“ gemalt bzw. gezeichnet. An der Zeichenakademie, nunmehr Meisterschule des deutschen Handwerks, wurde der künstlerische Ansatz fallen gelassen, daher wurde Ewald im August 1933 aus dem Lehramt entlassen und frühpensioniert. An der Meisterschule bildeten nunmehr nur noch fünf Lehrer nur noch zehn Gesellen zu Goldschmieden aus.
Ewald war obligatorisch Mitglied der Reichskammer der bildenden Künste. Es ist aber lediglich 1938 seine Teilnahme an der Kunstausstellung des Hilfswerks für die deutsche bildende Kunst in der NS-Volkswohlfahrt im Städelschen Kunstinstitut in Frankfurt/Main bekannt. 1937 wurden im Rahmen der deutschlandweiten konzertierten Aktion „Entartete Kunst“ aus dem Hessischen Landesmuseum Darmstadt, dem Städelschen Kunstinstitut und Städtische Galerie Frankfurt/M., der Städtische Kunsthalle Mannheim und dem Museum für Kunst und Kunstgewerbe Stettin vier Tafelbilder, zwei Druckgrafiken und zehn Zeichnungen Ewalds beschlagnahmt und danach vernichtet. Mit seinen Stillleben, Landschaften und Porträts stand er nicht mehr im Interesse der Öffentlichkeit. Ein Aktbild, das er 1940 auf der Großen Deutschen Kunstausstellung in München präsentieren wollte, stieß bereits im Vorfeld auf Ablehnung des Auswahlgremiums. Während des Zweiten Weltkriegs arbeitete er für die Vereinigten Lausitzer Glaswerke (VLG) in Weißwasser/Oberlausitz, deren künstlerische Leitung sein ehemaliger Schüler Wagenfeld innehatte. In den letzten Kriegstagen 1945 zum Volkssturm rekrutiert, desertierte er und verbarg sich in der Turmruine im Wilhelmsbader Park. Ein Teil seines Werks wurde durch Bomben zerstört. Nach Kriegsende wurde er im Entnazifizierungsverfahren in die Kategorie IV als „Mitläufer“ eingestuft und 1946 zur Zahlung einer Geldstrafe von 1500 Reichsmark an den Wiedergutmachungsfonds verurteilt. Die wissenschaftliche Untersuchung seiner Rolle in der Zeit des Nationalsozialismus unternahm 2015 
der an der Universität Mainz tätige Kunsthistoriker Gregor Wedekind.
1949 bis 1963 war er wieder als Lehrer an der Hanauer Zeichenakademie tätig. 1960 erhielt Ewald die Goethe-Plakette des Landes Hessen. Von 1960 bis 1971 unternahm er jährliche Reisen nach Italien. In diesen Jahren stellte er allein und zusammen mit anderen Künstlern aus, ohne an seine Erfolge in der Zeit der Weimarer Republik anknüpfen zu können.
Er hinterließ ein umfangreiches Werk, wie dem Katalog zur 300 Arbeiten umfassenden Doppelausstellung Expressiv. Experimentell. Eigenwillig. 2015/2016 im Museum Giersch der Goethe-Universität in Frankfurt am Main und im Historischen Museum Hanau mit Aufsätzen zur Biografie und zum Œuvre unter der Redaktion von Manfred Großinsky und Susanne Wartberg zu entnehmen ist. Präsentiert wurden Malerei, Grafik, Bildhauerei, Schmuck, Keramik, Glas- und Emaillearbeiten aller Schaffensperioden sowie Skizzen und Dokumente aus dem Nachlass. Grundlage der Retrospektive waren die Kunstwerke der Sammlung des Museums im Schloss Philippsruhe und der Kunstakademie Hanau. Hinzu kamen wichtige Arbeiten aus Privatbesitz und aus seinem Erbe. Stilistisch bewegte er sich ausgehend vom Spätimpressionismus und der alten Kunst Arkadiens zwischen Expressionismus, Neuer Sachlichkeit und Expressivem Realismus.

## Werke (Auswahl)
Gouachen, Ölbilder, Wandgemälde, Zeichnungen, Fresken, Plastiken, Kunsthandwerkliche Arbeiten wie Glasmalerei und Schmuck.
- 1922: Der Nürnberger Erker
- 1923: Großformatiger Freskenzyklus „Dettinger Passion“ in der Pfarrkirche St. Petrus und Paulus zu Dettingen am Main[19]
- 1923–1924: Chorfenster und Engelssäulen in der katholischen Kirche St. Michael in Saarbrücken
- 1921: Buchillustration zu Oskar Kokoschkas Mörder, Hoffnung der Frauen (Schauspiel in einem Akt; Musik Paul Hindemith (op. 12); Klavierauszug zu zwei Händen von Hermann Uhticke, Zeichnung auf dem Buchumschlag)
- 1921: Buchillustration zu August Schramms Sancta Susanna (op. 21; Musik Paul Hindemith; Klavier-Auszug mit Text von Hermann Uhticke; Zeichnung auf dem Buchumschlag)
- 1923: Buchillustration zu Hendrik Goverts' Der Weg. Frühe Gedichte (Lithografie auf dem Buchdeckel)
- 1956: Huldigung der Bürger der Neustadt Hanau beim Grafen Philipp Ludwig II. im Schloss Philippsruhe in Hanau
- 1959: Spaziergänger (Öl auf Hartfaserplatte)

## Ausstellungen (Auswahl)
- 1967: Reinhold Ewald. Marlies-Hess-Stiftung, Frankfurt am Main[20]
- 1990/1991: Reinhold Ewald. 1890–1974. Ausstellung zum 100. Geburtstag im Historischen Museum Hanau
  - 1992: Kunsthalle Wilhelmshaven
- 2015/2016: Expressiv. Experimentell. Eigenwillig. Reinhold Ewald 1890–1974. Museum Giersch der Goethe-Universität, Frankfurt am Main und im Historischen Museum Hanau
- 2017: Reinhold Ewald. „58 Gemälde und 10 Zeichnungen aus dem Nachlass des Künstlers.“ Galerie Uwe Opper, Kronberg im Taunus